# Jean-Baptiste Gastinne

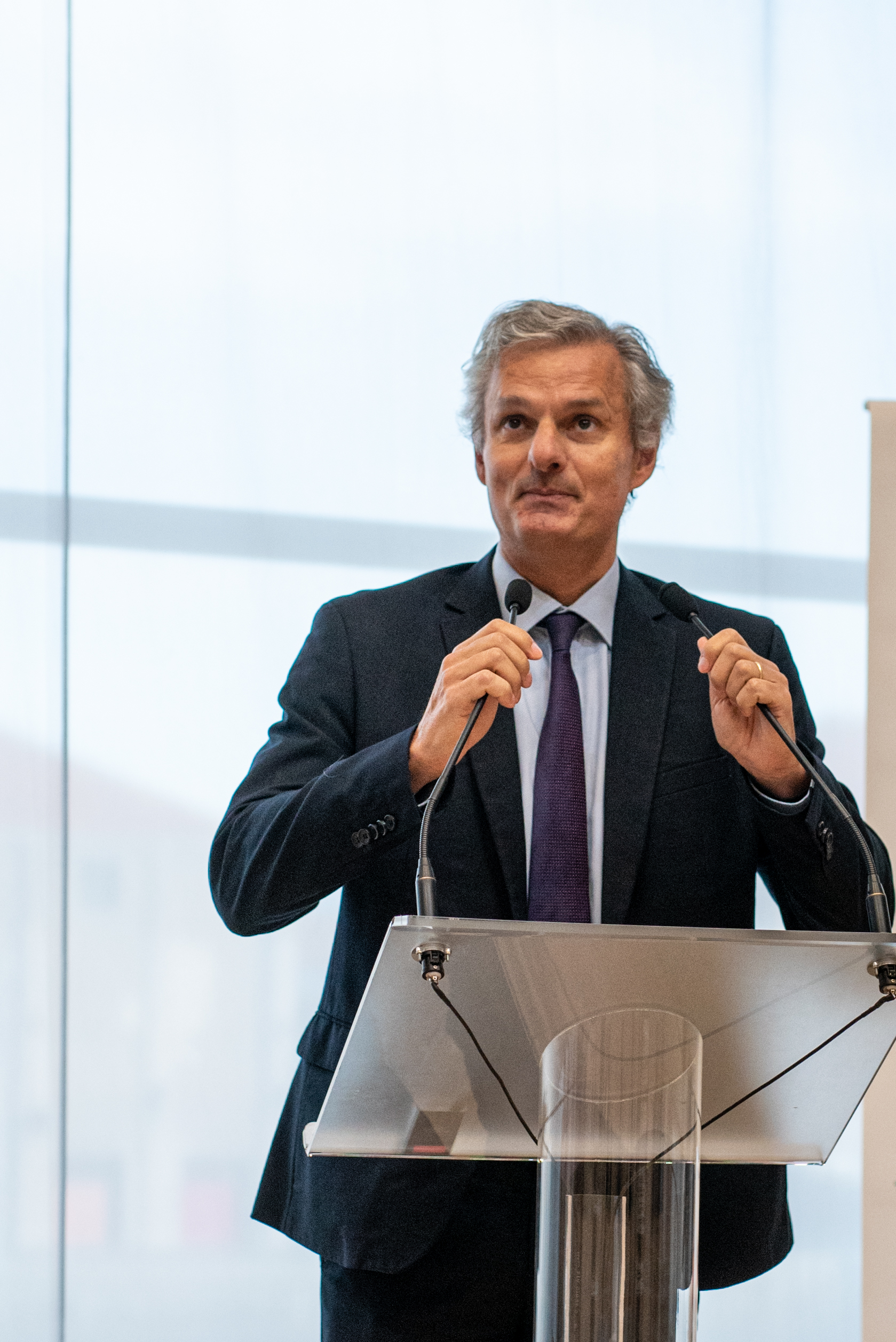
Jean-Baptiste Gastinne, 2021

Jean Baptiste Gastinne (* 2. Juni 1967 in Paris) ist ein französischer Historiker und Politiker. Er war von 2019 bis 2020 Bürgermeister von Le Havre.

## Biografie

### Berufliche Laufbahn
Als Inhaber der Agrégation in Geschichte unterrichtete er von 1993 bis 1994 im collège Jacques-Monod in Le Havre und dann im collège Raoul-Dufy zwischen 1994 und 2010. 2008 bekam er ein Doktorat in Geschichte an der Universität Paris IV Sorbonne. Er unterrichtete ab 2010 im lycée François-Ier in Le Havre.
2019 brach er seine berufliche Laufbahn ab, um Bürgermeister der Stadt zu werden.

### Politische Laufbahn
Er gehört den Republikanern (ex-UMP) seit 2002 an. Zwischen 2002 und 2016 war er Mitglied der Parti Chrétien Démocrate.
2008 wurde er in den Gemeinderat von Le Havre gewählt. Der Bürgermeister Antoine Rufenacht ernannte ihn zum Stellvertreter für Sport. 2010 wurde er in den Regionalrat gewählt.
2011, als Édouard Philippe Bürgermeister wurde, wurde Jean-Baptiste Gastinne zum stellvertretenden Bürgermeister für die territoriale Entwicklung der Stadt Le Havre ernannt. 2014 wurde er zum Vizepräsident der Communauté d’agglomération Havraise gewählt, aus der die Communauté urbaine Le Havre Seine Métropole wurde. Gastinne hat die Aufsicht über die Bereiche wirtschaftliche Entwicklung, Tourismus und Hochschulbildung.
Bei den Regionalwahlen im Jahr 2015 wurde er auf Hervé Morins Liste gewählt. Dieser benannte ihn als Vizepräsident der Region und beauftragte ihn, sich um den Transport, die Häfen und das Seine-Tal zu kümmern.
Nach Luc Lemonniers Rücktritt wurde Jean Baptiste Gastinne am 30. März 2019 zum Bürgermeister und am 4. April 2019 zum Präsident der Communauté urbaine Le Havre Seine Métropole gewählt. In beiden Funktionen löste ihn Édouard Philippe 2020 ab.

## Bücher
Jean-Baptiste Gastinne hat zwei Bücher geschrieben, die von der Geschichte der Stadt Le Havre handeln:
- Mit Hervé Chabannes und Dominique Rouet: La Première Histoire du Havre, Les Mémoires de Guillaume de Marceilles, L'écho des vagues, 1. März 2012.
- Le Havre 1517–1789, Histoire d'une identité urbaine, Presses universitaires de Rouen et du Havre, 1. März 2016.